# Campionato europeo maschile di pallavolo 2017
Il campionato europeo maschile di pallavolo 2017 si è svolto dal 24 agosto al 3 settembre 2017 a Cracovia, Danzica, Katowice, Stettino e Varsavia, in Polonia: al torneo hanno partecipato sedici squadre nazionali europee e la vittoria finale è andata per la seconda volta alla Russia.

## Qualificazioni
Al torneo hanno partecipato: la nazionale del paese organizzatore, le prime sei nazionali classificate al campionato europeo 2015 (in questo caso si è qualificata la settima classificata in quanto la Polonia, quinta nella precedente edizione, è già qualificata come paese organizzatore) e nove nazionali qualificate tramite il torneo di qualificazione.

## Impianti
|                                                                     |                                                                  |                                                               |
|                                                                     |                                                                  |                                                               |
| Kraków Arena Città: Cracovia Capienza: 15 328 Anno d'apertura: 2014 | Ergo Arena Città: Danzica Capienza: 11 409 Anno d'apertura: 2010 | Spodek Città: Katowice Capienza: 11 500 Anno d'apertura: 1971 |

|                                                                      |                                                                                     |  |
|                                                                      |                                                                                     |  |
| Arena Szczecin Città: Stettino Capienza: 5 403 Anno d'apertura: 2014 | Stadio nazionale di Varsavia Città: Varsavia Capienza: 58 145 Anno d'apertura: 2012 |  |

## Regolamento

### Formula
Le squadre hanno disputato una prima fase a gironi con formula del girone all'italiana; al termine della prima fase le prime tre classificate di ogni girone hanno acceduto alla fase finale, strutturata in ottavi di finale (a cui hanno partecipato le seconde e le terze classificate di ogni girone), quarti di finale, semifinali, finale per il terzo posto e finale.

### Criteri di classifica
Se il risultato finale è stato di 3-0 o 3-1 sono stati assegnati 3 punti alla squadra vincente e 0 a quella sconfitta, se il risultato finale è stato di 3-2 sono stati assegnati 2 punti alla squadra vincente e 1 a quella sconfitta.
L'ordine del posizionamento in classifica è stato definito in base a:
- Numero di partite vinte;
- Punti;
- Ratio dei set vinti/persi;
- Ratio dei punti realizzati/subiti;
- Risultati degli scontri diretti.

## Squadre partecipanti
| Squadra     | Qualificazione                            | Ultima partecipazione      |
| ----------- | ----------------------------------------- | -------------------------- |
| Belgio      | 1ª al torneo di qualificazione (girone C) | / Bulgaria e Italia 2015   |
| Bulgaria    | 4ª al campionato europeo 2015             | / Bulgaria e Italia 2015   |
| Estonia     | Spareggio al torneo di qualificazione     | / Bulgaria e Italia 2015   |
| Finlandia   | 1ª al torneo di qualificazione (girone B) | / Bulgaria e Italia 2015   |
| Francia     | 1ª al campionato europeo 2015             | / Bulgaria e Italia 2015   |
| Germania    | 1ª al torneo di qualificazione (girone A) | / Bulgaria e Italia 2015   |
| Italia      | 3ª al campionato europeo 2015             | / Bulgaria e Italia 2015   |
| Paesi Bassi | 1ª al torneo di qualificazione (girone E) | / Bulgaria e Italia 2015   |
| Polonia     | Paese organizzatore                       | / Bulgaria e Italia 2015   |
| Rep. Ceca   | 1ª al torneo di qualificazione (girone F) | / Bulgaria e Italia 2015   |
| Russia      | 6ª al campionato europeo 2015             | / Bulgaria e Italia 2015   |
| Serbia      | 7ª al campionato europeo 2015             | / Bulgaria e Italia 2015   |
| Slovacchia  | 1ª al torneo di qualificazione (girone D) | / Bulgaria e Italia 2015   |
| Slovenia    | 2ª al campionato europeo 2015             | / Bulgaria e Italia 2015   |
| Spagna      | Spareggio al torneo di qualificazione     | Turchia 2009               |
| Turchia     | Spareggio al torneo di qualificazione     | / Danimarca e Polonia 2013 |

## Torneo

### Fase a gironi
| Girone A  | Girone B   | Girone C | Girone D    |
| --------- | ---------- | -------- | ----------- |
| Estonia   | Germania   | Bulgaria | Belgio      |
| Finlandia | Italia     | Russia   | Francia     |
| Polonia   | Rep. Ceca  | Slovenia | Paesi Bassi |
| Serbia    | Slovacchia | Spagna   | Turchia     |

#### Girone A

##### Risultati
| 24 agosto 2017 Ergo Arena, Danzica Durata: 2h:27 - Spettatori: 4 118                     | Finlandia | 3 - 2 | Estonia   | 25-21, 25-22, 25-27, 22-25, 15-9  |
| 24 agosto 2017 Stadio nazionale di Varsavia, Varsavia Durata: 1h:29 - Spettatori: 65 407 | Polonia   | 0 - 3 | Serbia    | 22-25, 22-25, 20-25               |
| 26 agosto 2017 Ergo Arena, Danzica Durata: 2h:22 - Spettatori: 3 000                     | Estonia   | 2 - 3 | Serbia    | 23-25, 25-16, 25-21, 20-25, 12-15 |
| 26 agosto 2017 Ergo Arena, Danzica Durata: 1h:28 - Spettatori: 9 500                     | Finlandia | 0 - 3 | Polonia   | 23-25, 21-25, 19-25               |
| 28 agosto 2017 Ergo Arena, Danzica Durata: 1h:30 - Spettatori: 2 500                     | Serbia    | 3 - 0 | Finlandia | 25-20, 25-18, 34-32               |
| 28 agosto 2017 Ergo Arena, Danzica Durata: 1h:35 - Spettatori: 9 500                     | Estonia   | 0 - 3 | Polonia   | 21-25, 24-26, 22-25               |

##### Classifica
| Pos. | Squadra   | Pt | G | V | P | SV | SP | Ratio | PF  | PS  | Ratio |
| ---- | --------- | -- | - | - | - | -- | -- | ----- | --- | --- | ----- |
| 1.   | Serbia    | 8  | 3 | 3 | 0 | 9  | 2  | 4,500 | 261 | 239 | 1,092 |
| 2.   | Polonia   | 6  | 3 | 2 | 1 | 6  | 3  | 2,000 | 215 | 205 | 1,048 |
| 3.   | Finlandia | 2  | 3 | 1 | 2 | 3  | 8  | 0,375 | 245 | 263 | 0,931 |
| 4.   | Estonia   | 2  | 3 | 0 | 3 | 4  | 9  | 0,444 | 276 | 290 | 0,951 |

      Qualificata ai quarti di finale.
      Qualificata agli ottavi di finale.

#### Girone B

##### Risultati
| 25 agosto 2017 Arena Szczecin, Stettino Durata: 1h:53 - Spettatori: 2 340 | Rep. Ceca  | 3 - 1 | Slovacchia | 25-19, 28-30, 25-16, 25-17       |
| 25 agosto 2017 Arena Szczecin, Stettino Durata: 2h:22 - Spettatori: 3 420 | Germania   | 3 - 2 | Italia     | 25-22, 21-25, 19-25, 25-19, 15-8 |
| 27 agosto 2017 Arena Szczecin, Stettino Durata: 1h:23 - Spettatori: 2 890 | Slovacchia | 0 - 3 | Italia     | 14-25, 19-25, 20-25              |
| 27 agosto 2017 Arena Szczecin, Stettino Durata: 1h:24 - Spettatori: 3 090 | Rep. Ceca  | 0 - 3 | Germania   | 19-25, 14-25, 20-25              |
| 28 agosto 2017 Arena Szczecin, Stettino Durata: 1h:30 - Spettatori: 2 260 | Slovacchia | 0 - 3 | Germania   | 18-25, 24-26, 23-25              |
| 28 agosto 2017 Arena Szczecin, Stettino Durata: 1h:43 - Spettatori: 2 680 | Italia     | 3 - 0 | Rep. Ceca  | 27-25, 28-26, 26-24              |

##### Classifica
| Pos. | Squadra    | Pt | G | V | P | SV | SP | Ratio | PF  | PS  | Ratio |
| ---- | ---------- | -- | - | - | - | -- | -- | ----- | --- | --- | ----- |
| 1.   | Germania   | 8  | 3 | 3 | 0 | 9  | 2  | 4,500 | 256 | 217 | 1,179 |
| 2.   | Italia     | 7  | 3 | 2 | 1 | 8  | 3  | 2,666 | 255 | 233 | 1,094 |
| 3.   | Rep. Ceca  | 3  | 3 | 1 | 2 | 3  | 7  | 0,428 | 231 | 238 | 0,970 |
| 4.   | Slovacchia | 0  | 3 | 0 | 3 | 1  | 9  | 0,111 | 200 | 254 | 0,787 |

      Qualificata ai quarti di finale.
      Qualificata agli ottavi di finale.

#### Girone C

##### Risultati
| 24 agosto 2017 Kraków Arena, Cracovia Durata: 1h:25 - Spettatori: 2 163 | Bulgaria | 0 - 3 | Russia   | 23-25, 20-25, 19-25 |
| 24 agosto 2017 Kraków Arena, Cracovia Durata: 1h:19 - Spettatori: 2 316 | Spagna   | 0 - 3 | Slovenia | 25-27, 15-25, 16-25 |
| 26 agosto 2017 Kraków Arena, Cracovia Durata: 1h:39 - Spettatori: 2 772 | Russia   | 3 - 0 | Slovenia | 27-25, 30-28, 25-22 |
| 26 agosto 2017 Kraków Arena, Cracovia Durata: 1h:29 - Spettatori: 2 699 | Bulgaria | 3 - 0 | Spagna   | 25-15, 28-26, 25-21 |
| 28 agosto 2017 Kraków Arena, Cracovia Durata: 1h:32 - Spettatori: 2 025 | Slovenia | 0 - 3 | Bulgaria | 22-25, 26-28, 17-25 |
| 28 agosto 2017 Kraków Arena, Cracovia Durata: 1h:19 - Spettatori: 2 267 | Russia   | 3 - 0 | Spagna   | 25-19, 25-13, 25-23 |

##### Classifica
| Pos. | Squadra  | Pt | G | V | P | SV | SP | Ratio | PF  | PS  | Ratio |
| ---- | -------- | -- | - | - | - | -- | -- | ----- | --- | --- | ----- |
| 1.   | Russia   | 9  | 3 | 3 | 0 | 9  | 0  | MAX   | 232 | 192 | 1,208 |
| 2.   | Bulgaria | 6  | 3 | 2 | 1 | 6  | 3  | 2,000 | 218 | 202 | 1,079 |
| 3.   | Slovenia | 3  | 3 | 1 | 2 | 3  | 6  | 0,500 | 217 | 216 | 1,004 |
| 4.   | Spagna   | 0  | 3 | 0 | 3 | 0  | 9  | 0,000 | 173 | 230 | 0,752 |

      Qualificata ai quarti di finale.
      Qualificata agli ottavi di finale.

#### Girone D

##### Risultati
| 25 agosto 2017 Spodek, Katowice Durata: 1h:56 - Spettatori: 2 400 | Paesi Bassi | 1 - 3 | Turchia     | 19-25, 22-25, 25-21, 22-25        |
| 25 agosto 2017 Spodek, Katowice Durata: 2h:11 - Spettatori: 3 400 | Francia     | 2 - 3 | Belgio      | 22-25, 25-23, 21-25, 25-23, 12-15 |
| 27 agosto 2017 Spodek, Katowice Durata: 2h:24 - Spettatori: 3 500 | Turchia     | 2 - 3 | Belgio      | 22-25, 25-22, 25-21, 25-27, 16-18 |
| 27 agosto 2017 Spodek, Katowice Durata: 2h:20 - Spettatori: 3 550 | Paesi Bassi | 2 - 3 | Francia     | 22-25, 25-23, 25-21, 28-30, 12-15 |
| 28 agosto 2017 Spodek, Katowice Durata: 1h:21 - Spettatori: 2 500 | Belgio      | 3 - 0 | Paesi Bassi | 25-21, 25-21, 25-21               |
| 28 agosto 2017 Spodek, Katowice Durata: 1h:17 - Spettatori: 2 200 | Turchia     | 0 - 3 | Francia     | 23-25, 23-25, 22-25               |

##### Classifica
| Pos. | Squadra     | Pt | G | V | P | SV | SP | Ratio | PF  | PS  | Ratio |
| ---- | ----------- | -- | - | - | - | -- | -- | ----- | --- | --- | ----- |
| 1.   | Belgio      | 7  | 3 | 3 | 0 | 9  | 4  | 2,250 | 299 | 281 | 1,064 |
| 2.   | Francia     | 6  | 3 | 2 | 1 | 8  | 5  | 1,600 | 294 | 291 | 1,010 |
| 3.   | Turchia     | 4  | 3 | 1 | 2 | 5  | 7  | 0,714 | 277 | 276 | 1,003 |
| 4.   | Paesi Bassi | 1  | 3 | 0 | 3 | 3  | 9  | 0,333 | 263 | 285 | 0,922 |

      Qualificata ai quarti di finale.
      Qualificata agli ottavi di finale.

### Fase finale
|  | Ottavi di finale | Ottavi di finale | Ottavi di finale |  |  | Quarti di finale | Quarti di finale | Quarti di finale |  |    | Semifinali | Semifinali | Semifinali |    |                 | Finale          | Finale          | Finale |
|  |                  |                  |                  |  |  |                  |                  |                  |  |    |            |            |            |    |                 |                 |                 |        |
|  |                  |                  |                  |  |  | 1A               | Serbia           | 3                |  |    |            |            |            |    |                 |                 |                 |        |
|  |                  |                  |                  |  |  | 1A               | Serbia           | 3                |  |    |            |            |            |    |                 |                 |                 |        |
|  | 2C               | Bulgaria         | 3                |  |  | 2C               | Bulgaria         | 0                |  |    |            |            |            |    |                 |                 |                 |        |
|  | 2C               | Bulgaria         | 3                |  |  | 2C               | Bulgaria         | 0                |  |    |            |            |            |    |                 |                 |                 |        |
|  | 3A               | Finlandia        | 1                |  |  |                  |                  |                  |  | 1A | Serbia     | 2          |            |    |                 |                 |                 |        |
|  | 3A               | Finlandia        | 1                |  |  |                  |                  |                  |  | 1A | Serbia     | 2          |            |    |                 |                 |                 |        |
|  |                  |                  |                  |  |  |                  |                  |                  |  |    | 1B         | Germania   | 3          |    |                 |                 |                 |        |
|  |                  |                  |                  |  |  |                  |                  |                  |  |    | 1B         | Germania   | 3          |    |                 |                 |                 |        |
|  |                  |                  |                  |  |  | 1B               | Germania         | 3                |  |    |            |            |            |    |                 |                 |                 |        |
|  |                  |                  |                  |  |  |                  |                  |                  |  |    |            |            |            |    |                 |                 |                 |        |
|  | 2D               | Francia          | 1                |  |  | 3B               | Rep. Ceca        | 1                |  |    |            |            |            |    |                 |                 |                 |        |
|  | 2D               | Francia          | 1                |  |  |                  |                  |                  |  |    |            |            |            |    |                 |                 |                 |        |
|  | 3B               | Rep. Ceca        | 3                |  |  |                  |                  |                  |  |    |            |            |            |    | 1B              | Germania        | 2               |        |
|  | 3B               | Rep. Ceca        | 3                |  |  |                  |                  |                  |  |    |            |            |            |    | 1B              | Germania        | 2               |        |
|  |                  |                  |                  |  |  |                  |                  |                  |  |    |            |            |            |    |                 | 1C              | Russia          | 3      |
|  |                  |                  |                  |  |  |                  |                  |                  |  |    |            |            |            |    |                 | 1C              | Russia          | 3      |
|  |                  |                  |                  |  |  | 1C               | Russia           | 3                |  |    |            |            |            |    |                 |                 |                 |        |
|  |                  |                  |                  |  |  | 1C               | Russia           | 3                |  |    |            |            |            |    |                 |                 |                 |        |
|  | 2A               | Polonia          | 0                |  |  | 3C               | Slovenia         | 0                |  |    |            |            |            |    | Finale 3° posto | Finale 3° posto | Finale 3° posto |        |
|  | 2A               | Polonia          | 0                |  |  |                  |                  | 0                |  |    |            |            |            |    |                 |                 |                 |        |
|  | 3C               | Slovenia         | 3                |  |  |                  |                  |                  |  | 1C | Russia     | 3          |            | 1A | Serbia          | 3               |                 |        |
|  | 3C               | Slovenia         | 3                |  |  |                  |                  |                  |  | 1C | Russia     | 3          |            | 1A | Serbia          | 3               |                 |        |
|  |                  |                  |                  |  |  |                  |                  |                  |  |    | 1D         | Belgio     | 0          |    |                 | 1D              | Belgio          | 2      |
|  |                  |                  |                  |  |  |                  |                  |                  |  |    | 1D         | Belgio     | 0          |    |                 | 1D              | Belgio          | 2      |
|  |                  |                  |                  |  |  | 1D               | Belgio           | 3                |  |    |            |            |            |    |                 |                 |                 |        |
|  |                  |                  |                  |  |  | 1D               | Belgio           | 3                |  |    |            |            |            |    |                 |                 |                 |        |
|  | 2B               | Italia           | 3                |  |  | 2B               | Italia           | 0                |  |    |            |            |            |    |                 |                 |                 |        |
|  | 2B               | Italia           | 3                |  |  | 2B               | Italia           | 0                |  |    |            |            |            |    |                 |                 |                 |        |
|  | 3D               | Turchia          | 0                |  |  |                  |                  |                  |  |    |            |            |            |    |                 |                 |                 |        |
|  | 3D               | Turchia          | 0                |  |  |                  |                  |                  |  |    |            |            |            |    |                 |                 |                 |        |

#### Ottavi di finale
| 30 agosto 2017 Kraków Arena, Cracovia Durata: 1h:27 - Spettatori: 8 681 | Polonia  | 0 - 3 | Slovenia  | 21-25, 21-25, 19-25        |
| 30 agosto 2017 Spodek, Katowice Durata: 1h:26 - Spettatori: 3 200       | Italia   | 3 - 0 | Turchia   | 25-16, 25-17, 31-29        |
| 30 agosto 2017 Kraków Arena, Cracovia Durata: 1h:40 - Spettatori: 3 561 | Bulgaria | 3 - 1 | Finlandia | 23-25, 25-21, 25-11, 25-12 |
| 30 agosto 2017 Spodek, Katowice Durata: 1h:47 - Spettatori: 3 305       | Francia  | 1 - 3 | Rep. Ceca | 21-25, 25-21, 21-25, 20-25 |

#### Quarti di finale
| 31 agosto 2017 Kraków Arena, Cracovia Durata: 1h:37 - Spettatori: 4 490 | Serbia   | 3 - 0 | Bulgaria  | 25-21, 25-22, 28-26        |
| 31 agosto 2017 Spodek, Katowice Durata: 1h:54 - Spettatori: 4 491       | Germania | 3 - 1 | Rep. Ceca | 25-22, 16-25, 25-23, 25-20 |
| 31 agosto 2017 Kraków Arena, Cracovia Durata: 1h:19 - Spettatori: 3 571 | Russia   | 3 - 0 | Slovenia  | 25-17, 25-19, 25-19        |
| 31 agosto 2017 Spodek, Katowice Durata: 1h:22 - Spettatori: 5 900       | Belgio   | 3 - 0 | Italia    | 25-21, 25-11, 25-23        |

#### Semifinali
| 2 settembre 2017 Kraków Arena, Cracovia Durata: 2h:16 - Spettatori: 8 336 | Serbia | 2 - 3 | Germania | 26-24, 25-15, 18-25, 25-27, 13-15 |
| 2 settembre 2017 Kraków Arena, Cracovia Durata: 1h:16 - Spettatori: 9 716 | Russia | 3 - 0 | Belgio   | 25-14, 25-17, 25-17               |

#### Finale 3º posto
| 3 settembre 2017 Kraków Arena, Cracovia Durata: 2h:14 - Spettatori: 9 156 | Serbia | 3 - 2 | Belgio | 25-17, 22-25, 19-25, 25-22, 15-12 |

#### Finale
| 3 settembre 2017 Kraków Arena, Cracovia Durata: 2h:11 - Spettatori: 10 592 | Germania | 2 - 3 | Russia | 19-25, 25-20, 22-25, 25-17, 13-15 |

## Podio

### Campione
Formazione: 2 Il'ja Vlasov, 4 Artëm Vol'vič, 5 Sergej Grankin, 7 Dmitrij Volkov, 9 Jurij Berežko, 11 Andrej Aščev, 12 Aleksandr But'ko, 15 Egor Feoktistov, 16 Maksim Žigalov, 17 Maksim Michajlov, 18 Egor Kljuka, 20 Il'jas Kurkaev, 21 Valentin Golubev, 22 Roman Martynjuk, CT: Sergej Šlyapnikov

### Secondo posto
Formazione: 1 Christian Fromm, 3 Ruben Schott, 6 Denys Kaliberda, 7 Michael Andrei, 8 Marcus Böhme, 9 György Grozer, 10 Linus Weber, 11 Lukas Kampa, 13 Simon Hirsch, 14 Moritz Karlitzek, 16 Julian Zenger, 17 Jan Zimmermann, 18 Noah Baxpöhler, 21 Tobias Krick, CT: Andrea Giani

### Terzo posto
Formazione: 1 Aleksandar Okolić, 2 Uroš Kovačević, 3 Milan Katić, 4 Nemanja Petrić, 6 Goran Škundrić, 7 Dragan Stanković, 9 Nikola Jovović, 11 Maksim Buculjević, 14 Aleksandar Atanasijević, 16 Dražen Luburić, 17 Neven Majstorović, 18 Marko Podraščanin, 19 Nikola Rosić, 20 Srećko Lisinac, CT: Nikola Grbić

## Classifica finale
| Pos     | Squadra     | Qualificazione          |
| ------- | ----------- | ----------------------- |
| Oro     | Russia      | Campionato europeo 2019 |
| Argento | Germania    | Campionato europeo 2019 |
| Bronzo  | Serbia      | Campionato europeo 2019 |
| 4       | Belgio      |                         |
| 5       | Italia      | Campionato europeo 2019 |
| 6       | Bulgaria    | Campionato europeo 2019 |
| 7       | Rep. Ceca   | Campionato europeo 2019 |
| 8       | Slovenia    |                         |
| 9       | Francia     |                         |
| 10      | Polonia     | Campionato europeo 2019 |
| 11      | Turchia     | Campionato europeo 2019 |
| 12      | Finlandia   |                         |
| 13      | Estonia     |                         |
| 14      | Paesi Bassi |                         |
| 15      | Slovacchia  |                         |
| 16      | Spagna      |                         |

## Premi individuali
| Premio                | Nome             | Squadra  |
| --------------------- | ---------------- | -------- |
| MVP                   | Maksim Michajlov | Russia   |
| Miglior palleggiatore | Sergej Grankin   | Russia   |
| Miglior opposto       | György Grozer    | Germania |
| Miglior schiacciatore | Denys Kaliberda  | Germania |
| Miglior schiacciatore | Dmitrij Volkov   | Russia   |
| Miglior centrale      | Srećko Lisinac   | Serbia   |
| Miglior centrale      | Marcus Böhme     | Germania |
| Miglior libero        | Lowie Steuer     | Belgio   |